# Aérodrome de Tasu
L'aérodrome de Tasu est un aérodrome situé en Colombie-Britannique, au Canada.